# Opactwo w Saint Germer de Fly
Opactwo Saint Germer de Fly – dawne opactwo benedyktyńskie, a następnie cysterskie w miejscowości o tej samej nazwie. Dwukrotnie niszczone w czasie najazdów Normanów oraz ostatecznie w czasie rewolucji francuskiej, zachowało się fragmentarycznie. Reprezentuje mieszankę stylów romańskiego i gotyckiego, będąc równocześnie jednym z najcenniejszych francuskich zabytków architektury wczesnogotyckiej. Ma status zabytku o wyjątkowej wartości.

## Historia
Fundatorem i zarazem pierwszym przeorem opactwa był Germer de Fly, były wysoki urzędnik państwowy (spokrewniony przez matkę z królami Francji), który po śmierci swojej żony Domany został zakonnikiem w opactwie benedyktynów w Saint-Ouen. De Fly nadzorował osobiście budowę klasztoru i pozostawał na jego czele do swojej śmierci w 658. W dwieście lat później nieźle prosperujące opactwo zostało całkowicie zniszczone przez Normanów, a po odbudowie, w 902, ponownie przez normańskiego wodza Rolfa. Pozostawione bez właściciela resztki zabudowań zostały rozkazem królewskim przekazane biskupstwu w Beauvais z poleceniem ponownego zagospodarowania.
W 1036 opactwo zostało ponownie odbudowane, dzięki licznym dotacjom prywatnym, a jego nowymi gospodarzami zostali cystersi. W 1132, dla podniesienia prestiżu miejsca, uzyskali oni zgodę na przeniesienie do kościoła klasztornego relikwii założyciela klasztoru, do tej pory przechowywanych w katedrze w Beauvais. Do końca XII wieku trwała rozbudowa zabudowań klasztornych. W wieku XIII z polecenia opata Pierre’a de Wessencourta podjęto kolejne prace budowlane, wznosząc dokładną kopię starszej o jedenaście lat paryskiej Sainte Chapelle, która, poświęcona w 1270, została kaplicą grobową kolejnych opatów.
Nowe zniszczenia opactwo poniosło w czasie wojny stuletniej, tracąc całkowicie zachodnią fasadę oraz część zabudowań mieszkalnych. W 1414 oddział Burgundczyków samowolnie kwaterował w zabudowaniach zakonnych, wywołując dalszą dewastację wnętrz i niszcząc dwie wieże kościelne. Dopiero w XVIII wieku rozpoczęto częściową rekonstrukcję: odbudowano 60-metrową dzwonnicę i dokonano renowacji sklepień i portali w kościele. Prace trwały w latach 1739-1754.
W czasie rewolucji francuskiej zabudowania klasztorne zostały sprzedane, a następnie rozebrane. Pozostał jedynie fragment dawnego kościoła oraz kaplica, kopia Sainte Chapelle, które na mocy dalszych dekretów Konwentu Narodowego oddano wspólnocie katolickiej. W 1808 dokonano remontu pozostałych fragmentów kompleksu.
W październiku w opactwie odbywają się koncerty muzyki organowej.

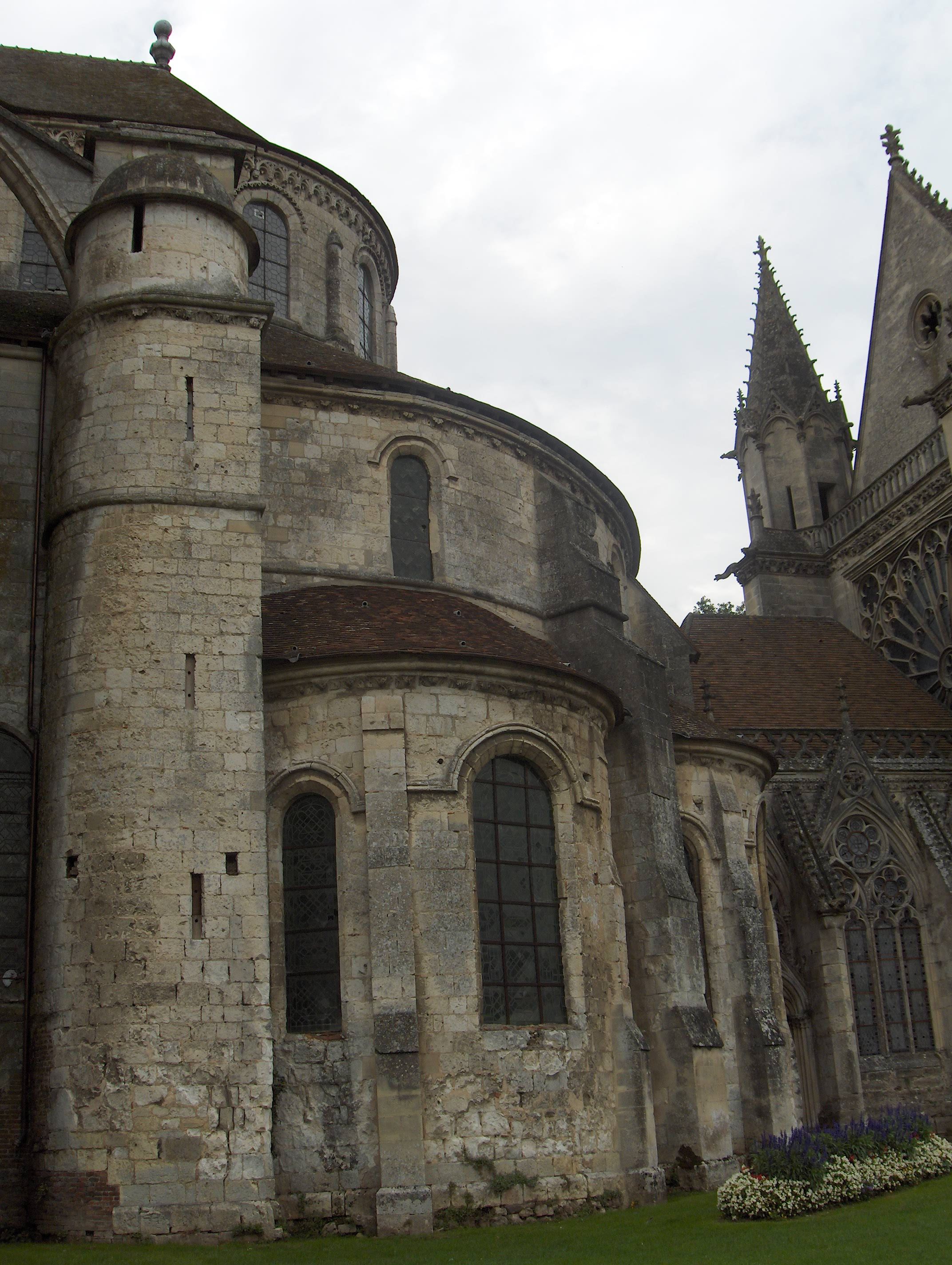
Kaplice boczne

## Architektura
Długość zachowanego kościoła wynosi ok. 65 metrów, wysokość - ok. 20. Obiekt wzniesiony jest na planie krzyża łacińskiego, z niezwykle skromną fasadą z XVI w. kontrastującą z przepychem wnętrza. Obiekt jest jednonawowy, z rzędem ośmiu kaplic bocznych. W architekturze mieszają się cechy romańskie i gotyckie: chociaż budowlę oparto na typowo gotyckim systemie przypór i nadano jej strzelistą sylwetkę, większość okien, położonych na dwóch poziomach, ma romański półkolisty kształt. Również ciężkie, półkoliste absydy mają typowo romańską formę. Jedynie w Sainte Chapelle pojawiają się gotyckie ostrołuki z wimpergami oraz maswerkami, sterczyny i gotycka attyka, naśladująca paryski pierwowzór. Nad całością góruje renesansowa dzwonnica zwieńczona hełmem. Kościół przykryty jest sklepieniem krzyżowym.